# Alignements du Bois du Fourgon

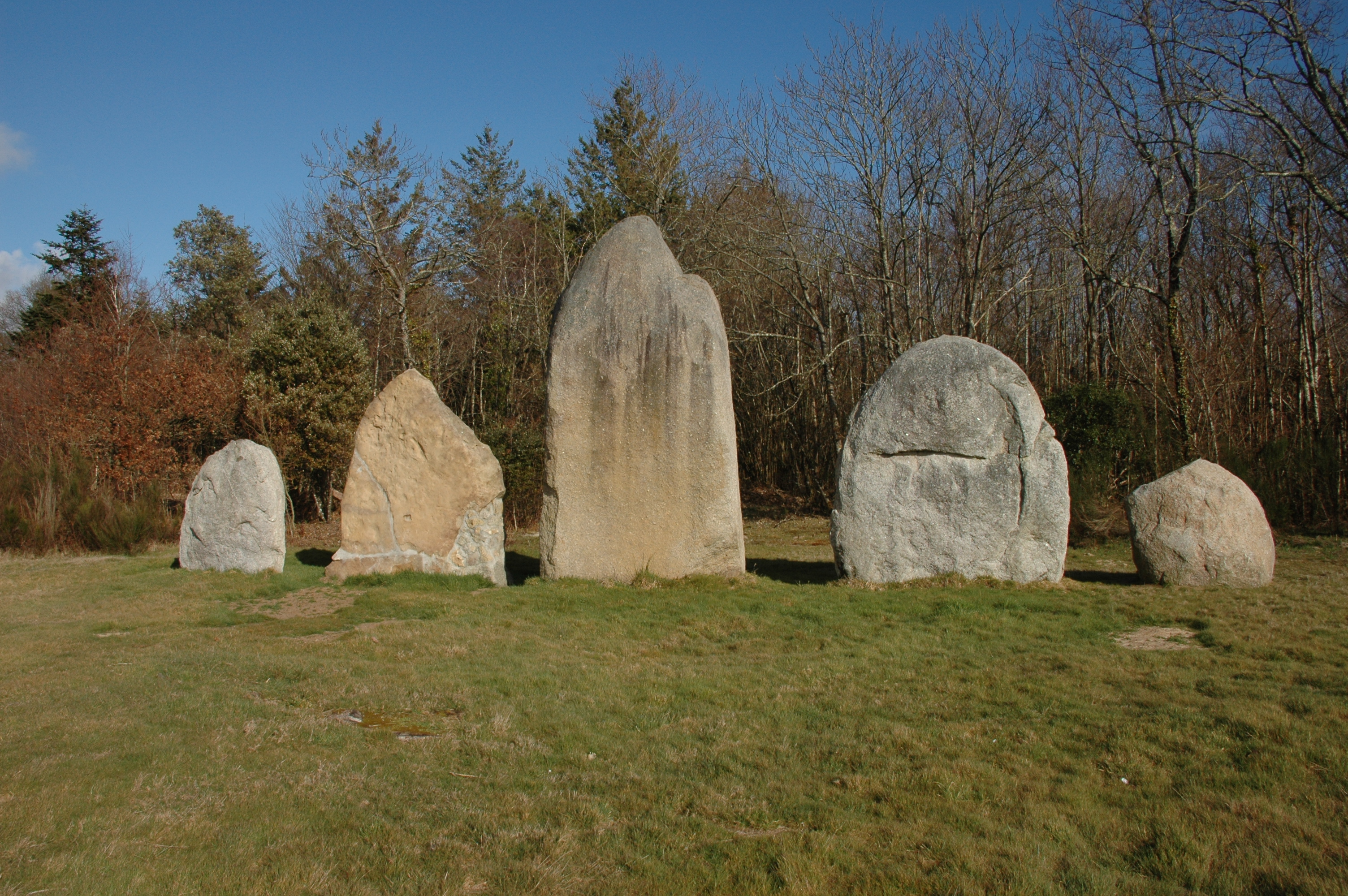
Alignement im Bois du Fourgon

Die Alignements du Bois du Fourgon sind vier Menhirreihen (G1, G2, G2 bis und G3) im Bois de Fourgon südwestlich von Avrillé im Département Vendée in Frankreich. Die drei Menhire der Steinreihe G2 wurden 1889 als Monument historique eingestuft.
Die Stätte im Bois de Fourgon wurde in den 1990er Jahren von Gérard Benéteau-Douillard ausgegraben. Die Ausgrabung führte insbesondere zur Entdeckung neuer Menhire und Steinreihen. Die Lage in einem Wald, der sich seit Ende des 16. Jahrhunderts in einem geschlossenen Anwesen um das Château de la Guignardière befindet, hat dazu geführt, dass der Komplex gut erhalten blieb. Das Anwesen umfasst außer den vier Nord-Süd ausgerichteten Steinreihen einen Dolmen, eine Steinkiste, zwei alte Steinbrüche und mehrere Tumuli, darunter einen ovalen Hügel (etwa 12 m lang und 6 m breit), der von einem Graben umgeben ist.

## Steinreihe G1
Die nordöstlichste Steinreihe bestand vor ihrer Ausgrabung aus einem etwa 6,0 m und einem etwa 2,4 m hohen Menhir und drei partiell begrabenen Steinblöcken, die sich über eine Länge von etwa 9,0 m erstreckten. Nach der Ausgrabung wurden zwei der umgestürzten Blöcke als Menhire (Nr. 1 und 2) erkannt. Sie wurden in flachen Gruben (zwischen 15 cm und 20 cm tief) mit Keilsteinen und Mörtel aufgestellt.
In Absenz einer entsprechenden Keilgrube wurde ein dreieckiger Block, der zwischen den Menhiren lag, nicht als Menhir erkannt.

## Steinreihe G2
Die Steinreihe befindet sich 63 m südwestlich der G1-Reihe.
Die Gruppe besteht aus fünf stehenden Steinen, von denen vier vor der Ausgrabung sichtbar waren:
Abmessungen Geschätztes Gewicht und Material
- Nr. 1 	2,88 m × 1,75 m × 0,68 m 		5 t Granit
- Nr. 2 	3,81 m × 2,30 m × 0,78 m 		8 t Sandstein
- Nr. 3 	6,10 m × 2,60 m × 1,20 m 		34,5 t Granit
- Nr. 4 	4,15 m × 2,85 m × 0,90 m 		16 t Granit
- Nr. 5 	2,50 m × 1,50 m × 0,60 m 		5 t Granit

Während der Ausgrabung 1994 wurden Strukturen als Spuren der Hebevorgänge des Menhir Nr. 3 interpretiert. Die G2-Reihe wurde in jüngster Zeit wahrscheinlich als Steinbruch genutzt. Das Menhir Nr. 5 wurde zerteilt, wobei ein Teil seiner Oberseite noch sichtbar war. Menhir Nr. 2 wurde in drei Teile gebrochen, von denen einer verschwunden ist. Die Zerstörung könnte aus der Zeit des Baus des Château de la Guignardière stammen, wie Fragmente von Eisenwerkzeugen belegen.
Laut G. Benéteau haben vier der fünf Menhire anthropomorphe Form. Die Granitmenhire wurden gehämmert, während die Sandsteinmenhire gröber behandelt wurden. Die petrographische Untersuchung bestätigte den lokalen Ursprung der Granite. Die nächste Sandsteinlagerstätte befindet sich 2,5 km weiter südlich. Die Keilsteine sind aus Aplit, Kalkstein und Quarz und stammen aus Aufschlüssen oder nahegelegenen Bächen.

## Steinreihe G2 bis
Die Steinreihe  liegt etwa 45 m südwestlich von G2 und wurde erst während der Ausgrabungskampagne 2009–2010 entdeckt. Sie besteht aus drei kleinen Menhiren, von denen einer anthropomorphe Form hat.

## Steinreihe G3
Die Steinreihe  G3 ist die westlichste und besteht aus fünf Granitblöcken, von denen der höchste etwa 3,0 m hoch und der kleinste 0,60 m hoch ist. Sie wurde nicht ausgegraben.

## Funde

### Lithische Objekte
Lithische Objekte, die wahrscheinlich während der Aufstellung der Steine verloren gingen, wurden auf dem gesamten Menhirareal gefunden. Sie bestehen hauptsächlich aus Feuerstein küstennahem, aber auch entfernterem Ursprungs (Montbert-Quarzit, gebänderter Feuerstein).

### Keramik
Braune oder dunkelbeige Keramikscherben mit geglätteten Wänden und einem ordentlichen Aussehen sind kennzeichnend für die Steinreihe G1. Die Keramik um die G2-Reihe hat in braune Paste eingeschnittenes Dekor, das dem mittleren oder jüngeren Neolithikum entsprechen könnte. Die in einer Grube der G2-Reihe gefundene Holzkohle wurde zwischen 3356 und 2926 v. Chr. datiert.
Am Fuße eines Menhirs der G2-Reihe wurden eine komplette rundbodige Vase, ein Meißel aus Fibrolith und ein Messer entdeckt. Die Menhir-Keilgrube Nr. 1 enthielt drei weitere Vasen, die für das Mittelatlantik-Neolithikum charakteristisch sind.
In der Nähe steht der Menhir von Bourg-Jardin.